# Taimur Hussain
Taimur Hussain (1974) is een golfer uit Pakistan.

## Amateur
Op 23 maart 1992 reikte de Pakistaanse Sports Board hem de Pride of Performance uit toen hij op 18-jarige leeftijd al de beste speler van Pakistan was. 

### Gewonnen
Onder meer:
- 19??: Punjab Amateur
- 1995: Pakistan Open

### Teams
- 1995: Nomura Cup

## Professional
Hussain werd in 1995 professional. Hij speelde op de Aziatische en Japan Golf Tour en behaalde zijn eerste overwinning in 1998, toen hij het London Myanmar Open  op zijn naam zette. Hij werd daarmee de eerste Pakistaanse speler die een toernooi won op een internationale Tour.
Hussain is 'honorary secretary' van de Pakistan Golf Federation.

### Gewonnen
- 2001: Pakistan Open

Aziatische Tour
- 1998: London Myanmar Open (280, -8)